# Tanrıqulular
Tanrıqulular (ryska: Танрыгулулар) är en ort i Azerbajdzjan.   Den ligger i distriktet Yevlax Rayonu, i den centrala delen av landet, 250 km väster om huvudstaden Baku. Tanrıqulular ligger 41 meter över havet och antalet invånare är 2 426.
Terrängen runt Tanrıqulular är huvudsakligen platt, men norrut är den kuperad. Terrängen runt Tanrıqulular sluttar österut. Runt Tanrıqulular är det ganska glesbefolkat, med 43 invånare per kvadratkilometer.. Närmaste större samhälle är Mingelchaur, 9,1 km nordost om Tanrıqulular. 
Trakten runt Tanrıqulular består till största delen av jordbruksmark.